# Рацибуж
Раци́буж, исторический Ратибург (пол. Racibórz [raˈt͡ɕibuʂ], сил. Raćibůrz, сил.-нем. Rottwer, нем. Ratibor, чеш. Ratiboř) — город в Польше, входит в Силезское воеводство, Рацибужский повят. Имеет статус городской гмины. Занимает площадь 75,01 км². Население — 55 189 человек (на 2017 год).
В Средние века город был столицей нескольких силезских княжеств:
- Ратиборское княжество
- Ратиборско-опавское княжество
- Ратиборско-крновское княжество

В 1840 году титул герцога Ратиборского (а также князя Корвейского) получил Виктор, наследный принц цу Гогенлоэ-Шиллингсфюрст (нем.) — старший брат Хлодвига фон Гогенлоэ, будущего канцлера Германской империи. Ныне эти титулы носит Виктор IV (род. 1964) — праправнук Виктора I.

## Этимология
Название города, скорее всего, произошло от славянского имени «Рацибор» («Ратибор» — германизированная форма).

## История
К концу V века территория была заселена племенами восточно-германских племён силинги. Это один из древнейших городищ Верхней Силезии. Здесь проходил торговый путь в Краков, который пересекал реку Одер, и где на вершине холма располагалась древняя крепость Ратибург. Согласно легенде, город был основан князем Ратибором — вождём славянского племени. Крепостной замок Ратибург был одним из пяти опорных пунктов славянского племени голеншиц, которые заселили Верхнюю Силезию. Впоследствии поселение приобрело статус столичного города Ратиборского княжества, зародившегося в 1172 году и закончившего своё самостоятельное существование в 1742 году с аннексией территорий Пруссией.
Существует предположение, что город впервые упоминается в работе баварского географа 845 года под заголовком «Описание городов и земель к северу от Дуная» (лат. Descriptio civitatum et regionum ad septentrionalem plagam Danubii), как один из пяти крепостей Голеншии из упомянутого племени западных славян. Это первая известная историческая столица Верхней Силезии. Однако основным авторитетным источником упоминающем о городе Ратибург принята Хроника и деяния князей или правителей польских (лат. Cronicae etimpresa ducum priive Principalum Polonorum), написанная монахом бенедиктинского ордена Галлом Анонимом (лат. Gallus Anonymus) в 1108 году, когда польский князь Болеслав III Кривоустый выступил против Богемской короны и завладел Ратибургом. Согласно воле Болеслава, польское правление подтверждалось и в 1137 году — когда территория стала частью Силезского княжества.

## Персоналии
- Адлерсфельд, Евфемия (1854—1941) — немецкая писательница, урожденная графиня von Ballestrem di Castellengo.
- Боровиц, Виллибальд (1893—1945) — немецкий военачальник, генерал-лейтенант Третьего рейха.
- Иснер, Ян (около 1345—1411) — польский богослов, проповедник, педагог, первый профессор теологии Краковского университета. Доктор богословия.
- Мендельсон, Арнольд Людвиг (1855—1933) — немецкий композитор, педагог.
- Огерман, Клаус (1930—2016) — немецкий и американский аранжировщик, композитор, продюсер.

## Галерея

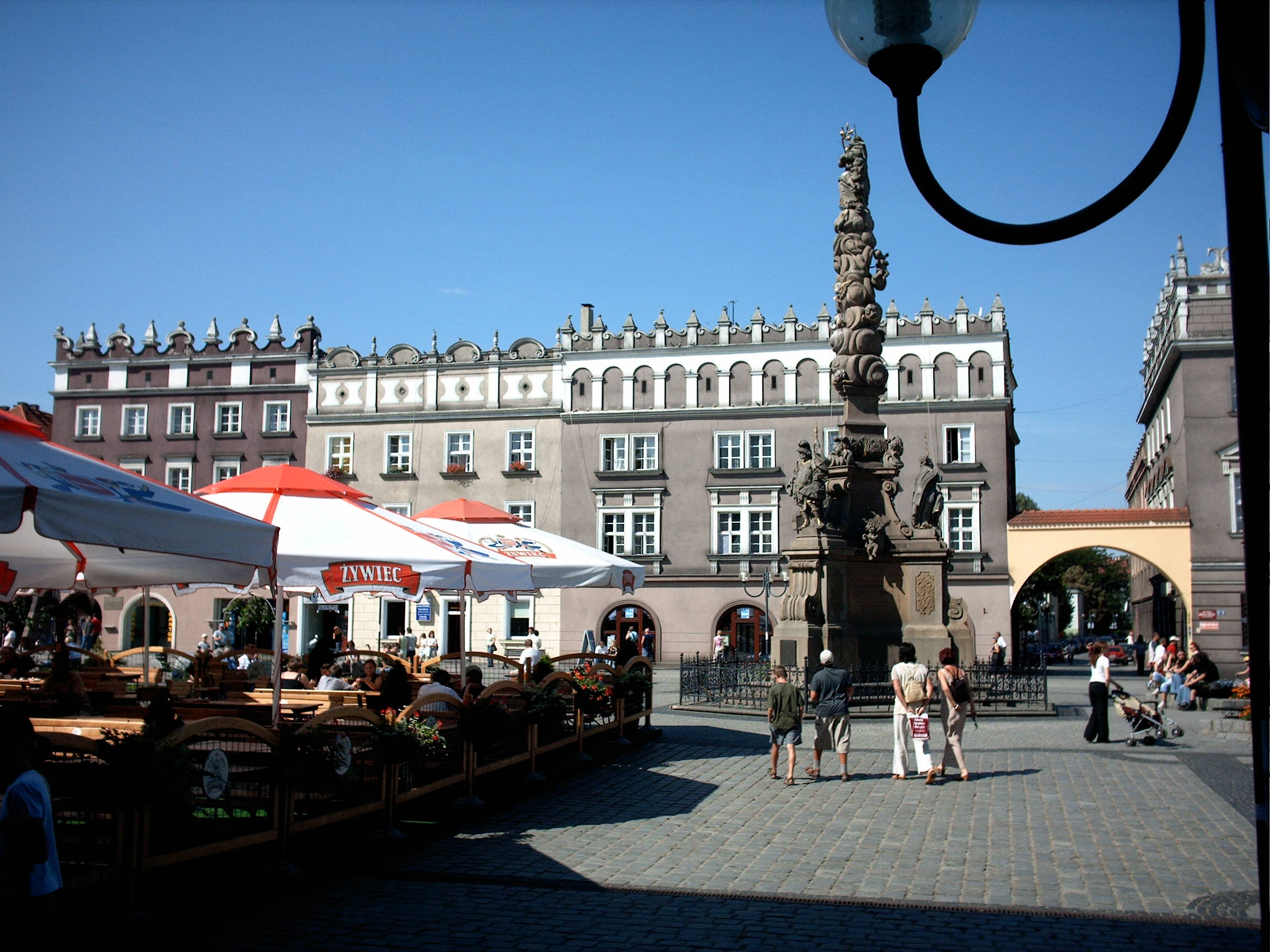
Западная сторона рыночной площади
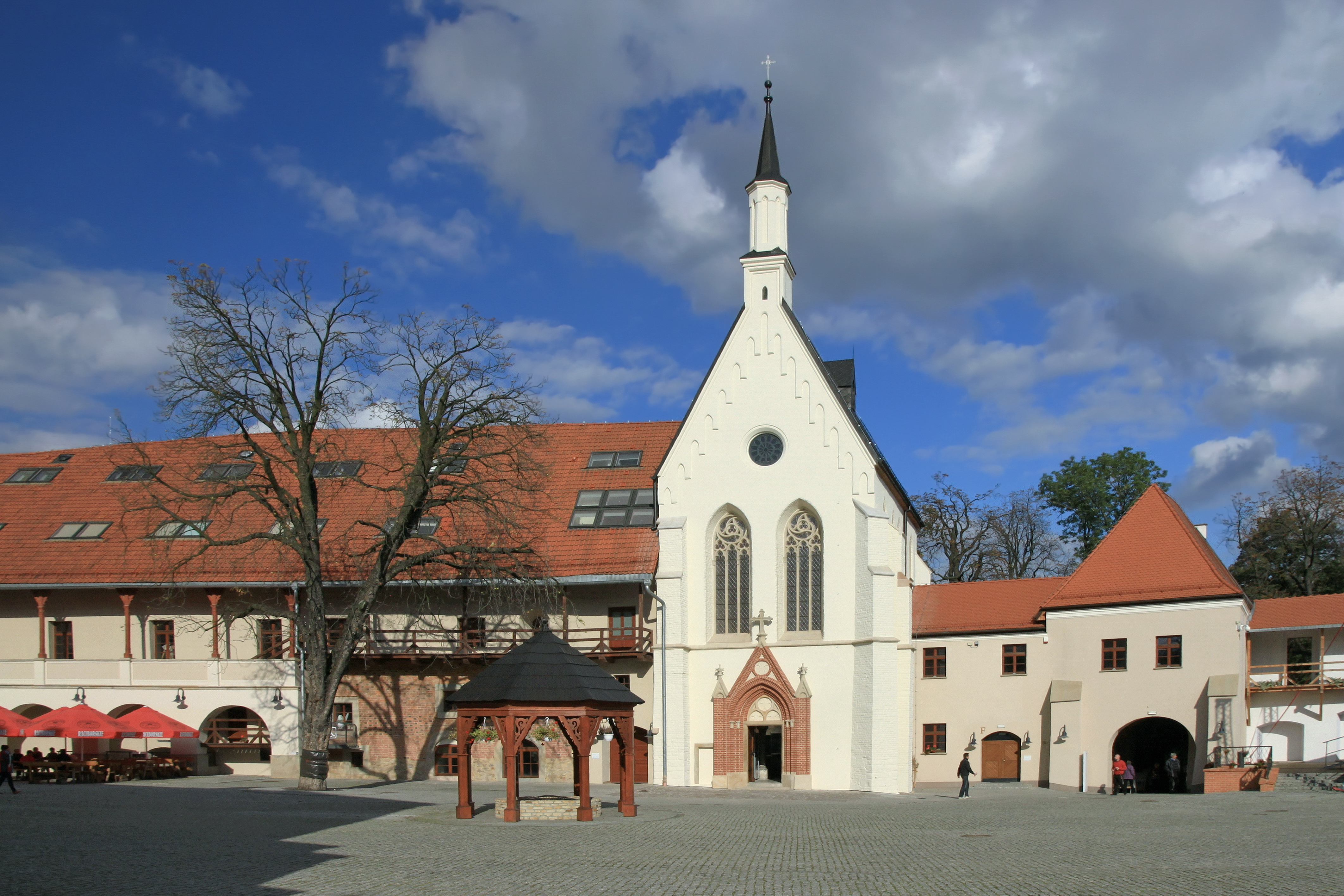
Фасад замка
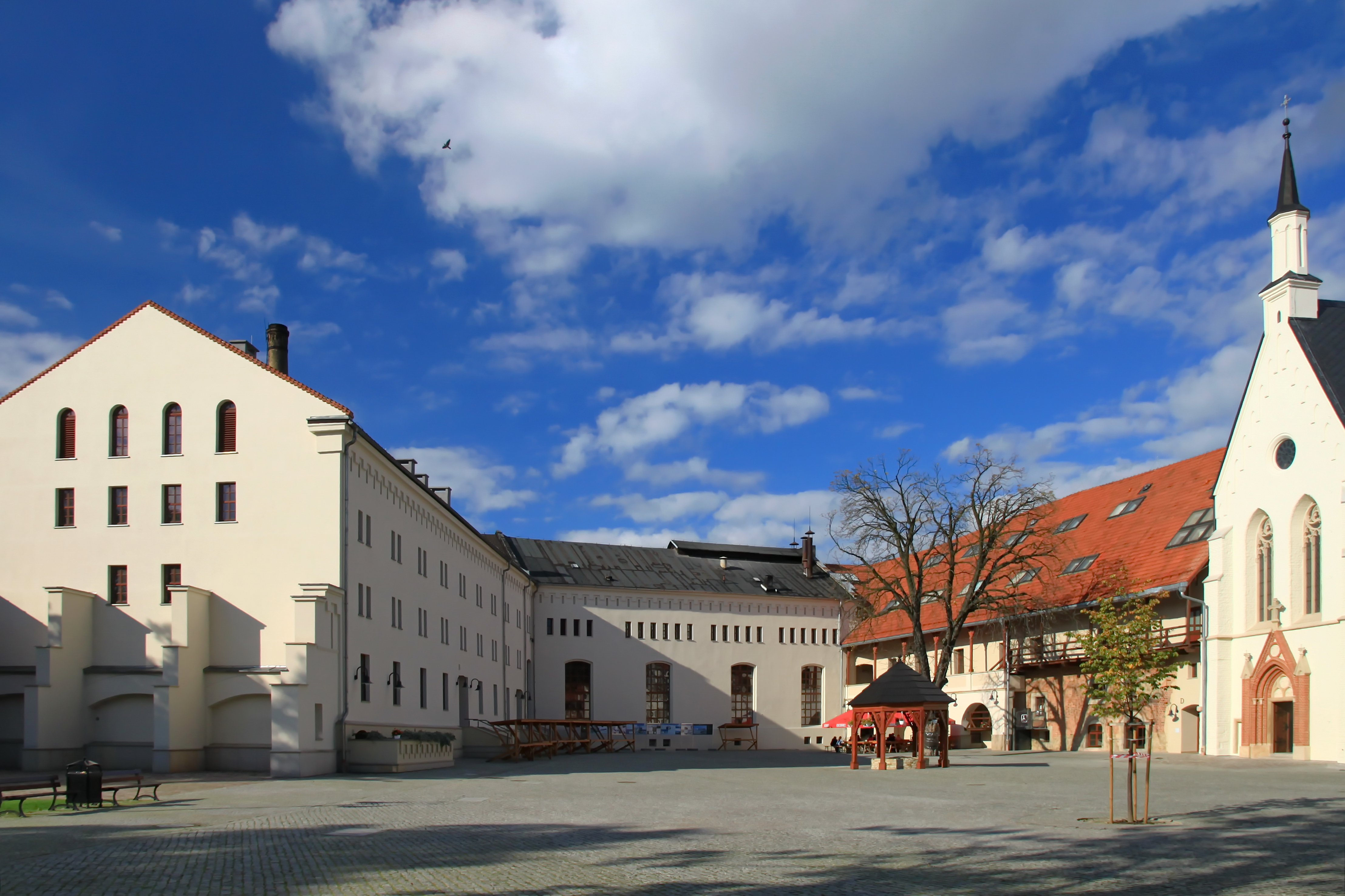
Правая часть замка
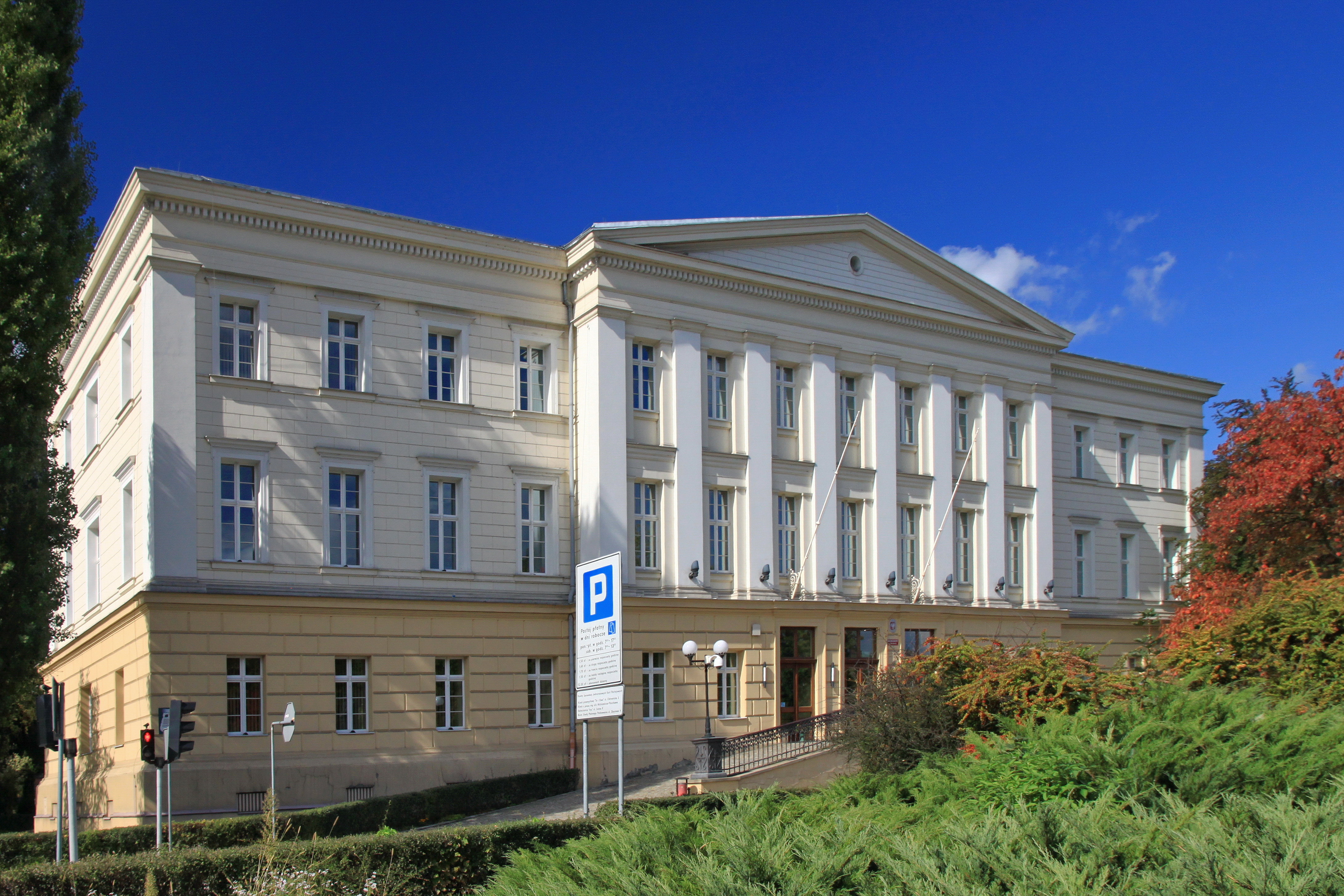
Здание суда, 1826 год
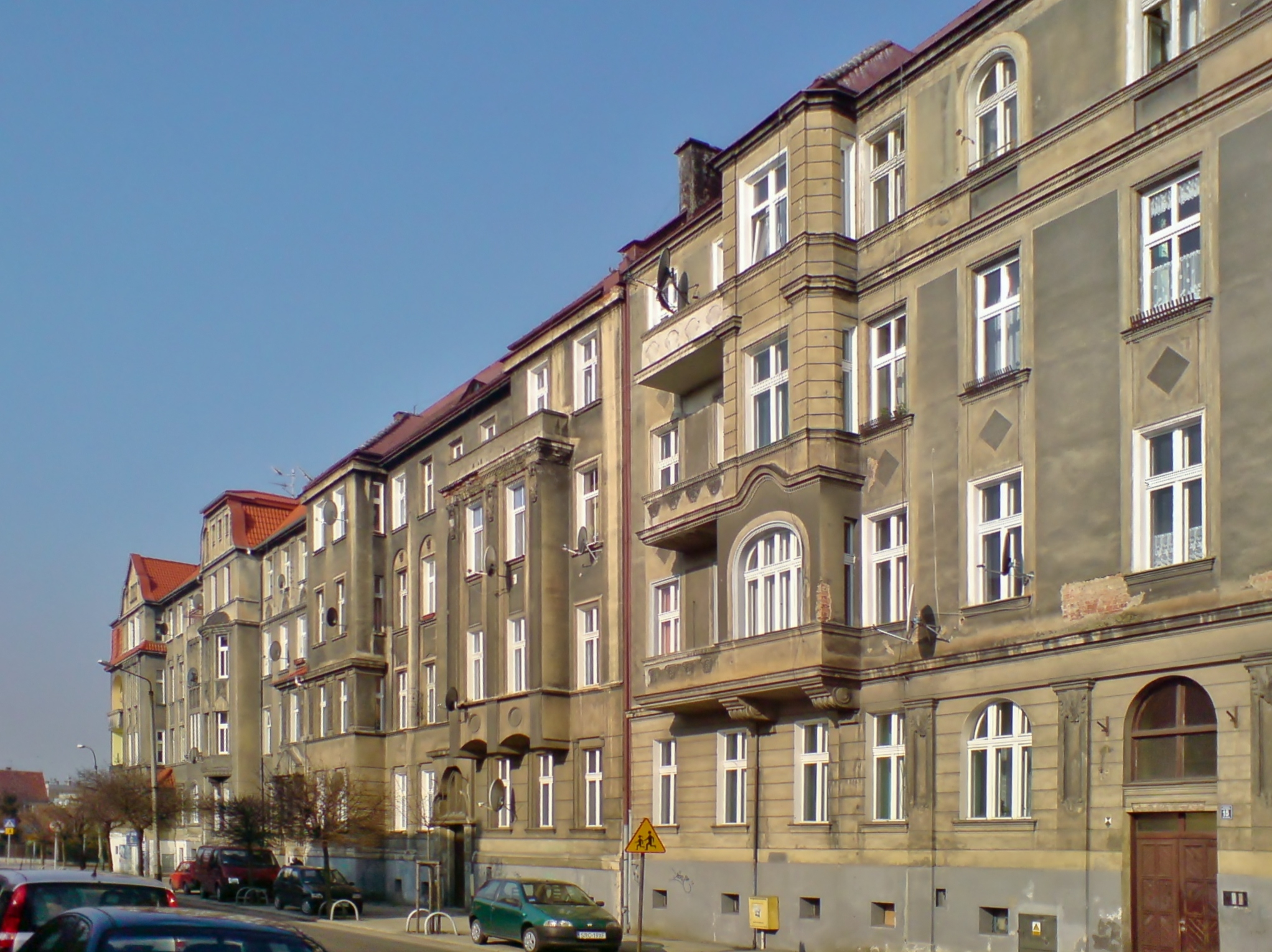
Городские дома
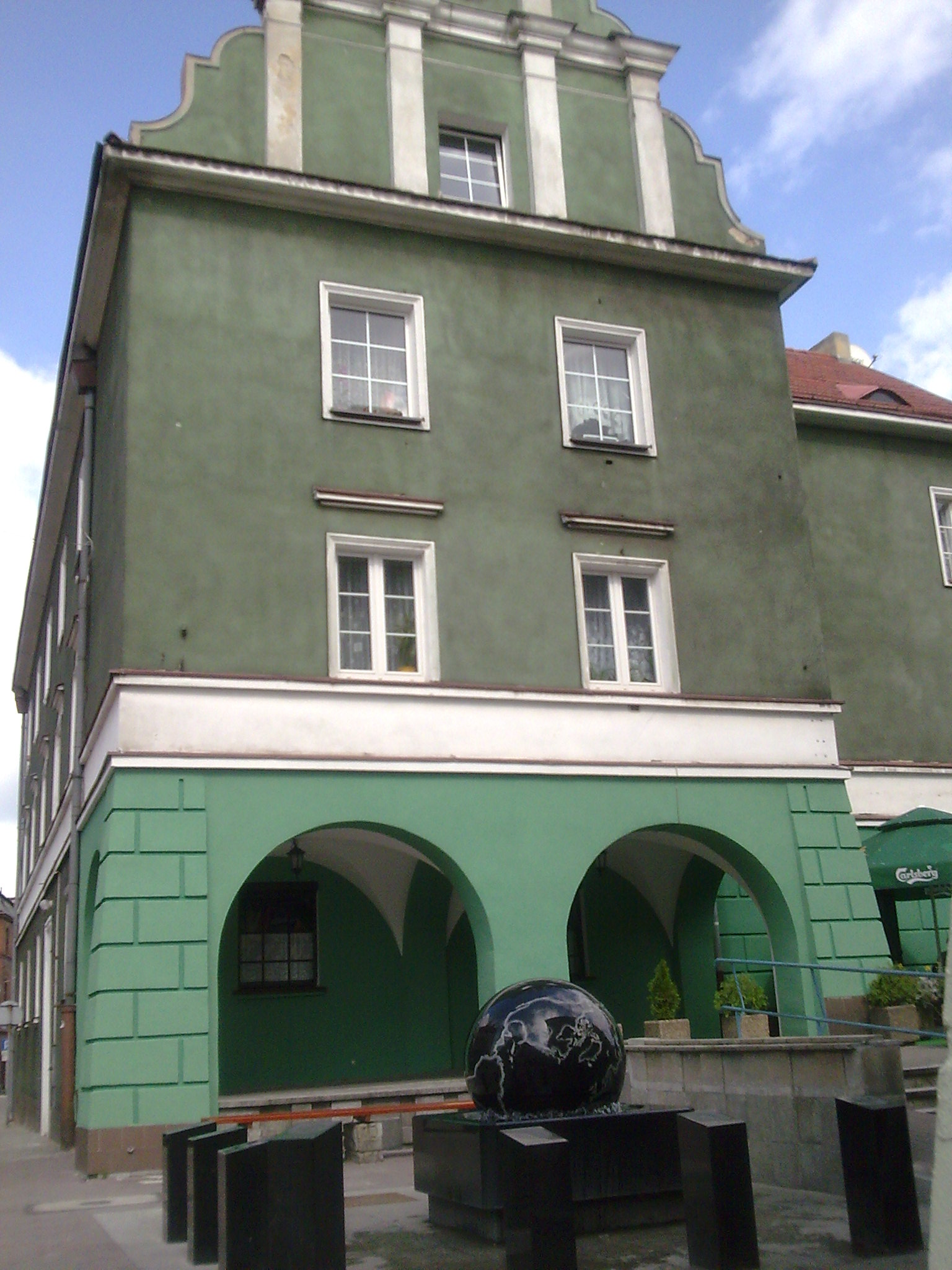
Старинный дом с арками
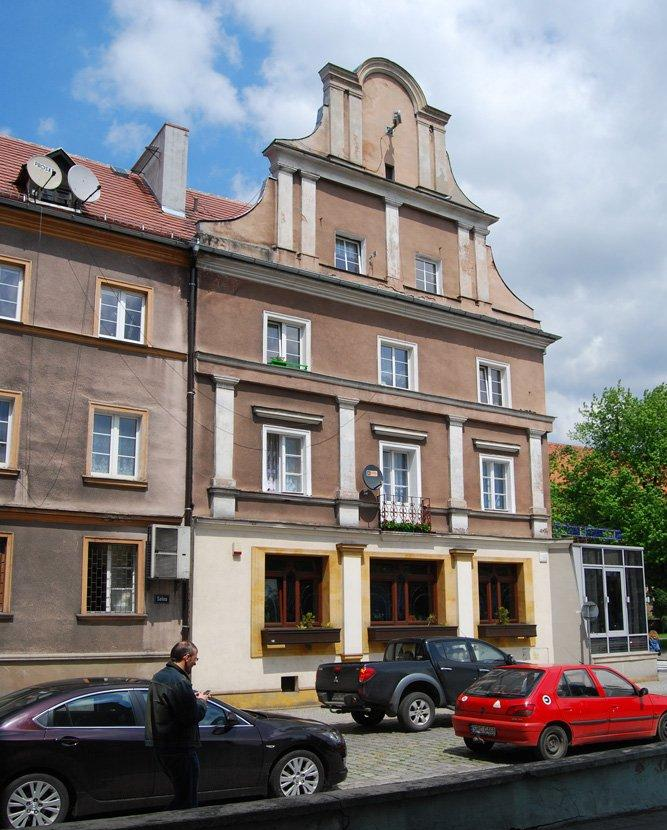
Старинный дом
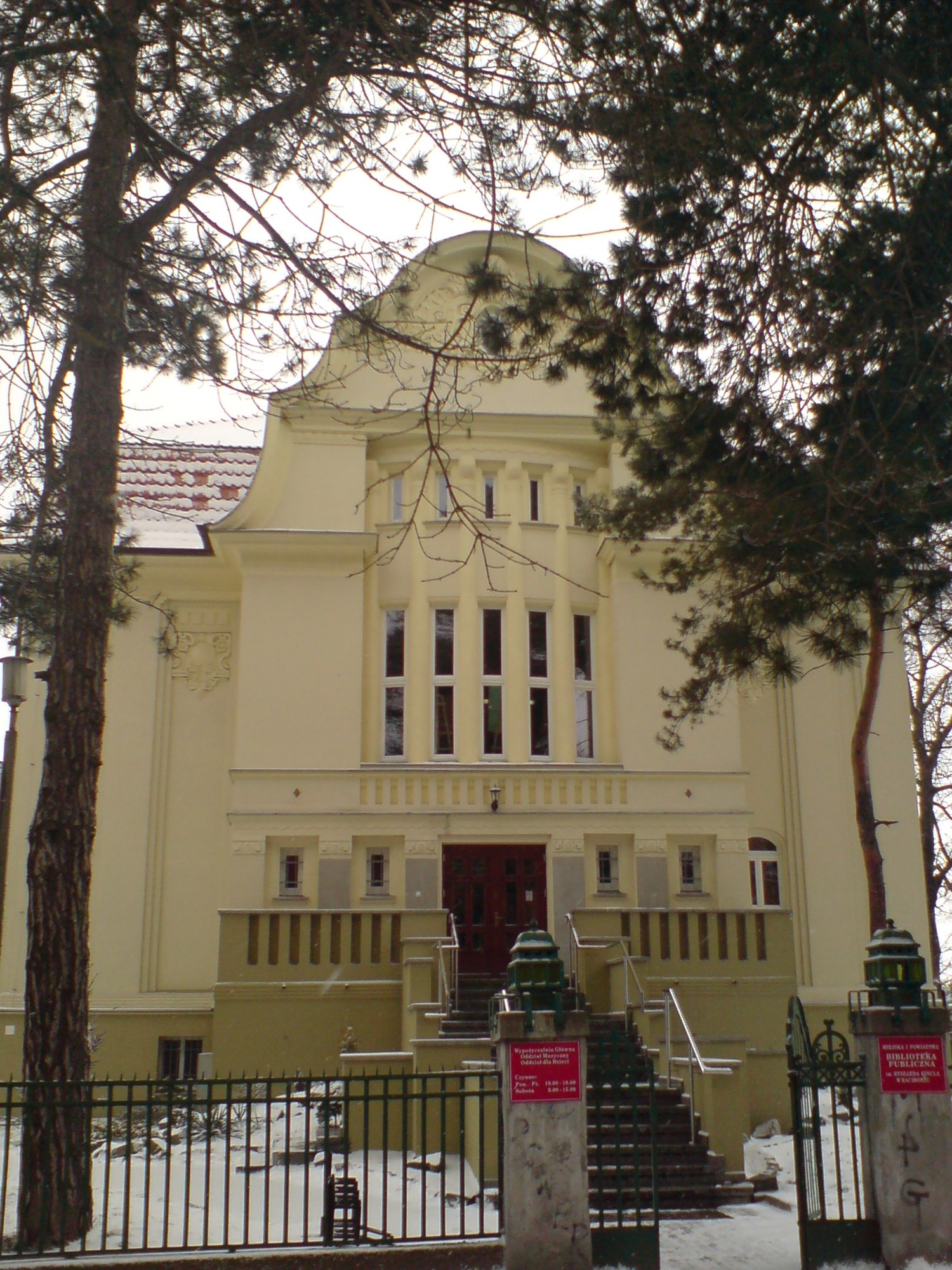
Библиотека
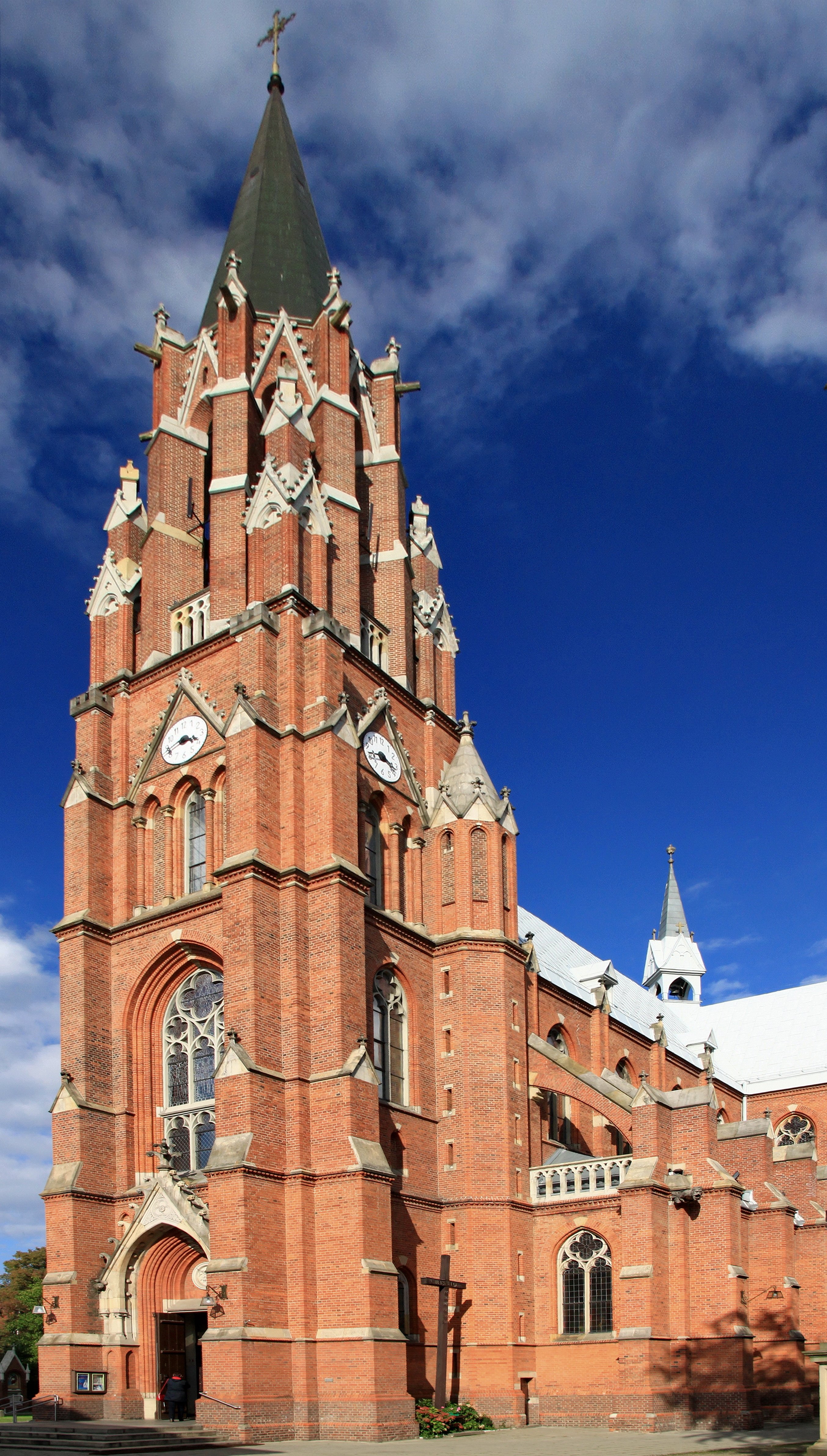
Церковь Св. Иоанна Крестителя
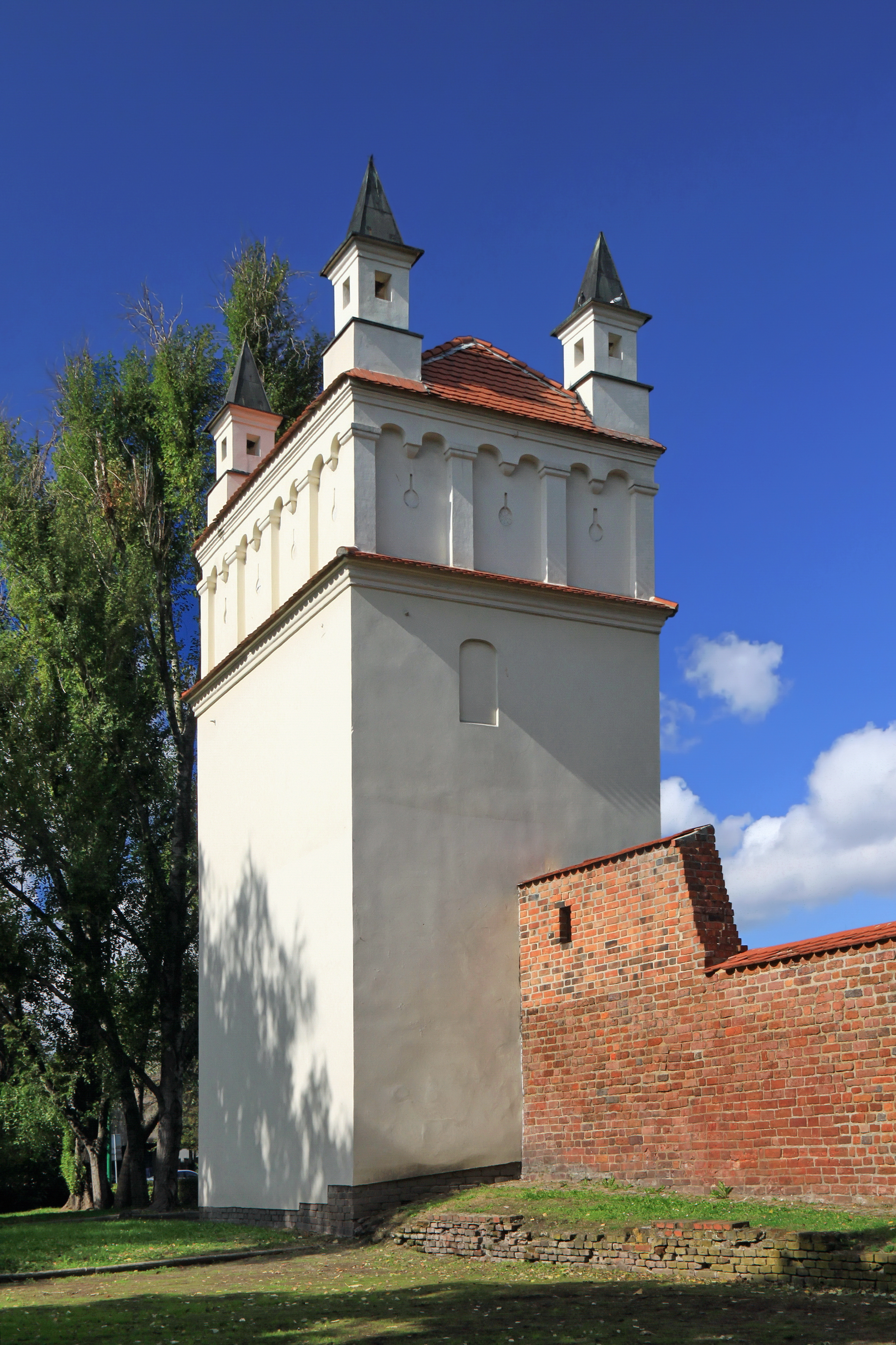
Тюремная башня
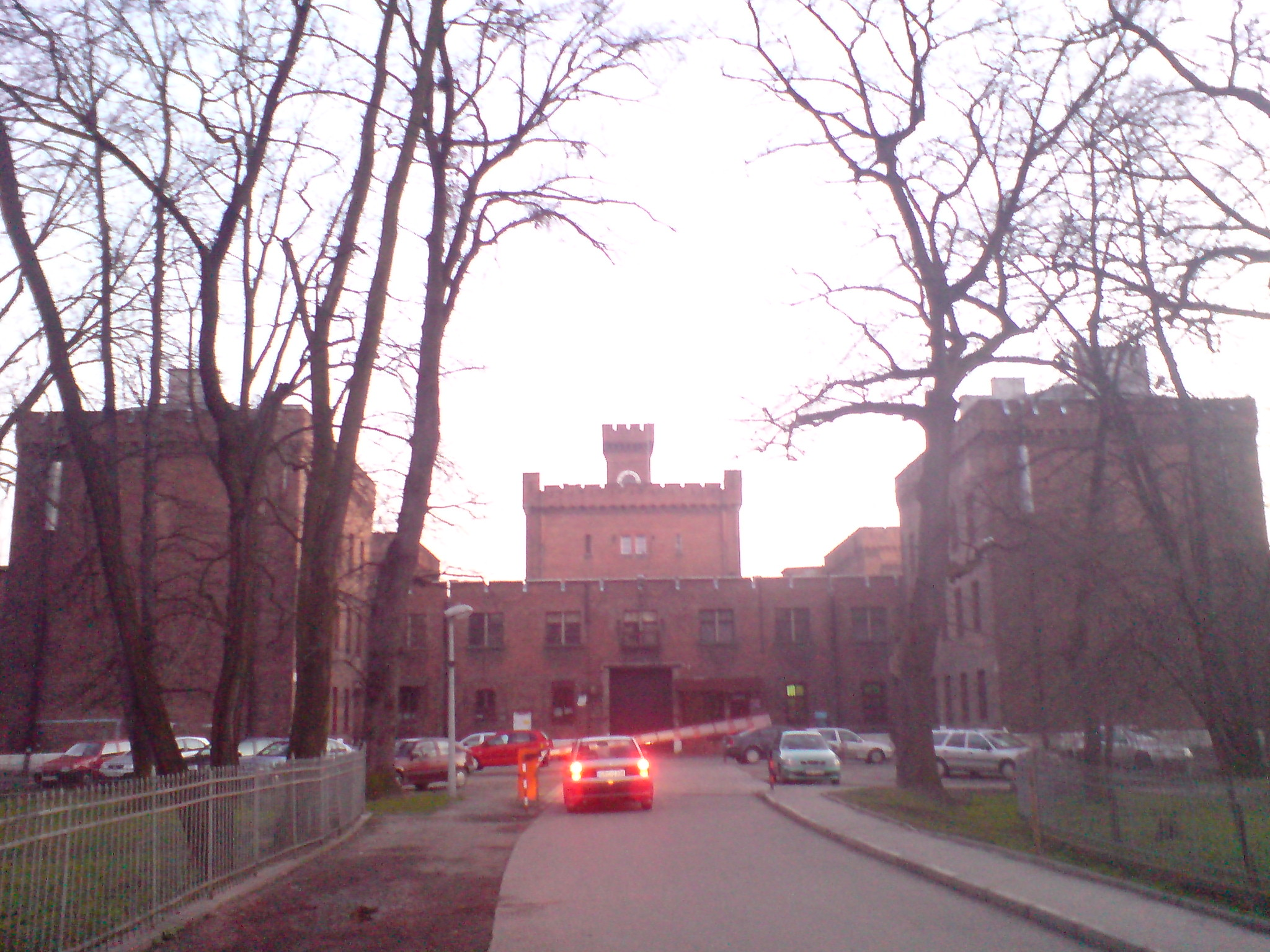
Тюрьма